# Mesogona pallida
Mesogona pallida là một loài bướm đêm trong họ Noctuidae.